# Daniel Mantenuto
Daniel Thomas Mantenuto (Thornhill, 18 ottobre 1997) è un hockeista su ghiaccio canadese naturalizzato italiano milita come attaccante nell'Hockey Club Bolzano, squadra della ICE Hockey League, e nella Nazionale italiana.

## Carriera

### Nazionale
In possesso del passaporto italiano e maturate due stagioni consecutive in una squadra di club italiana, necessarie per vestire la maglia azzurra, Mantenuto ricevette la prima convocazione con il Blue Team nell'aprile 2022, in vista di alcune partite amichevoli in preparazione ai Mondiali di Top Division di Helsinki. L'esordio avvenne il 28 aprile nel match perso 2-1 contro la Slovenia al PalaVuerich di Pontebba, mentre la sua prima rete giunse qualche giorno più tardi, nell'ultima sfida premondiale vinta 3-0 contro la Gran Bretagna.
Nel mese di maggio disputò i Mondiali di Gruppo A in Finlandia, che si conclusero con la retrocessione degli Azzurri in Prima Divisione. Mantenuto, nell'incontro perso 9-4 contro la Germania, realizzò la sua prima rete in una rassegna iridata.
L'anno successivo prese parte ai Mondiali di Iª Divisione - Gruppo A di Nottingham. Al termine della competizione, in cui l'Italia non riuscì a garantirsi la risalita in Gruppo A, venne premiato come uno dei tre migliori giocatori del Blue Team.

## Palmarès

### Club
- Campionato italiano: 2

Asiago: 2020-2021, 2021-2022
- Supercoppa italiana: 2

Asiago: 2020, 2021
- Alps Hockey League: 1

Asiago: 2021-2022

### Individuale
- OJHL Second Team All-Prospect: 1

2014-2015
- AHA Player of the Week (24/02): 1

2019-2020
- Maggior numero di reti della Serie A: 1

2021-2022 (2 reti)
- Top Player on Team del Campionato mondiale di hockey su ghiaccio - Prima Divisione Gruppo A: 2

Gran Bretagna 2023, Italia 2024